# Sân bay Stord, Sørstokken
Sân bay Stord, Sørstokken (IATA: SRP, ICAO: ENSO) (tiếng Na Uy: Stord lufthavn, Sørstokken) là sân bay phục vụ huyện Sunnhordland ở Na Uy. Sân bay tọa lạc ở Sørstokken phía tây nam của đảo Stord, 13 km về phía tây của Leirvik, trung tâm hành chính của đô thị Stord. Một hệ thống đường hầm và cầu Trekantsambandet nối Stord với lục địa và với Bømlo.
Sân bay được khai trương năm 1985, nhà ga mới được khai trương năm 2001. Đơn vị vận hành là Sunnhordland Lufthavn A/S, trong đó có sở hữu vốn của đô thị Stord (79%) và đô thị Hordaland.

## Tai nạn và sự cố
Sân bay này có hai tai nạn lớn: 
- Ngày 12 tháng 10 năm 1998, một chiếc máy bay thuê bao Cessna 402 của Jetair, trên đường từ Đan Mạch đã rơi khi hạ cánh làm 9 người thiệt mạng.[1][2]
- Chuyến bay 670 của Atlantic Airways trượt khỏi đường băng và rơi vào ngày 10 tháng 10 năm 2006 làm 4 người thiệt mạng.[3]

## Các hãng hàng không và tuyến bay
| Hãng hàng không                                     | Các điểm đến                       |
| --------------------------------------------------- | ---------------------------------- |
| British Airways cung ứng bởi Sun Air of Scandinavia | Oslo [kết thúc vào ngày 3 Tháng 7] |